# Paul Viktor Niemeyer
Paul Viktor Niemeyer (* 22. September 1827 in Halle (Saale); † 10. Dezember 1901 in Weimar) war ein deutscher Gartenarchitekt, der als Gartendirektor der Stadt Magdeburg wirkte.

## Leben

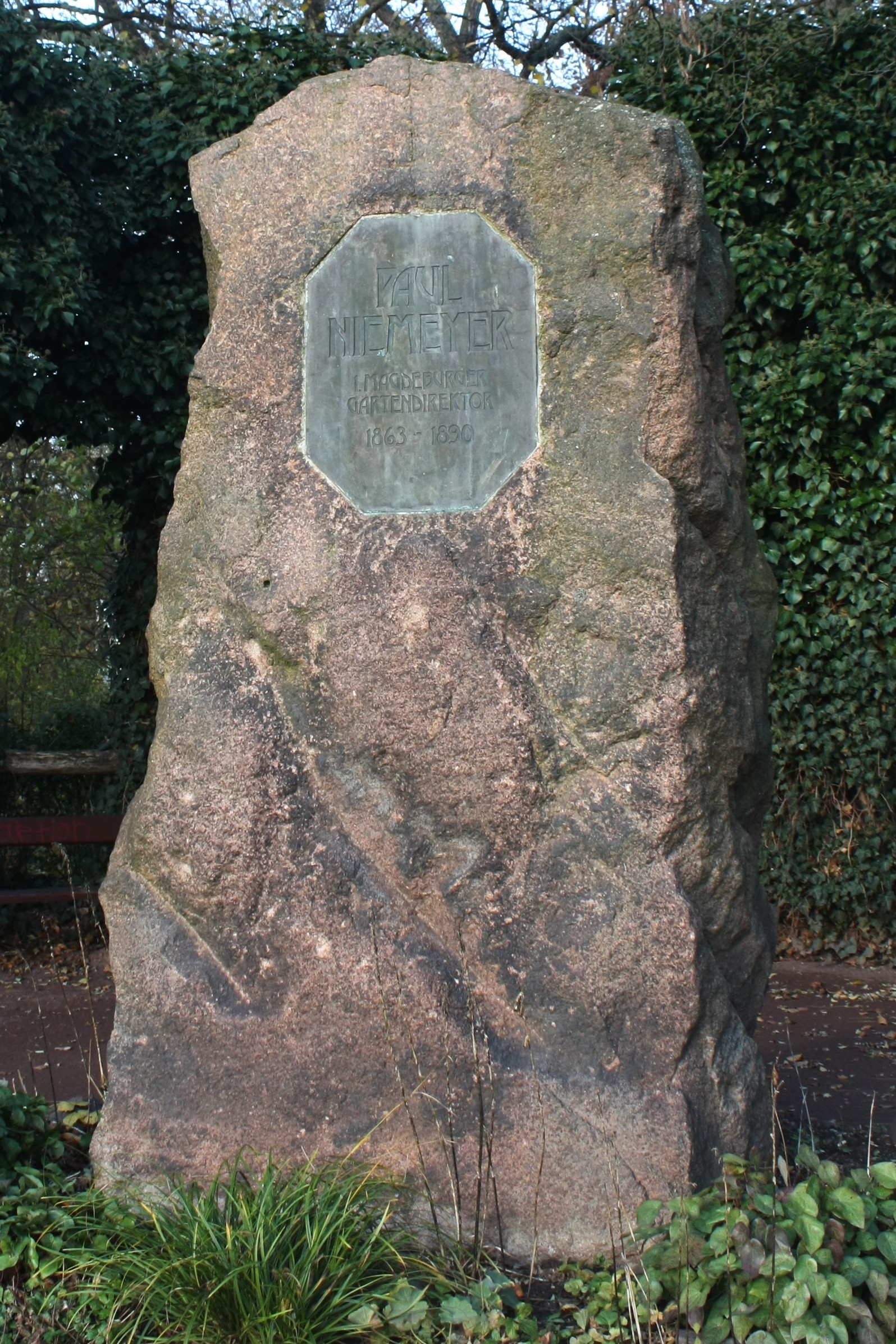
Niemeyer-Gedenkstein an der Südspitze des Rotehornparks in Magdeburg

Niemeyer, Sohn des Professors der Medizin Wilhelm Hermann Niemeyer (1788–1840) und Enkel von August Hermann Niemeyer, besuchte zunächst das Pädagogium in seiner Geburtsstadt und ging dann als Lehrling nach Erfurt in die bekannte Gärtnerei J. C. Schmidt. Bei Peter Joseph Lenné in den königlichen Gärten in Potsdam lernte er dann insbesondere Landschaftsgärtnerei und die Arbeit in Baumschulen. Nach Abschluss der Ausbildung verhalf Lenné seinem Schüler zu einer Anstellung beim bekannten Landschaftsarchitekten Fürst Hermann von Pückler in Muskau.
Im Jahr 1854 nahm Niemeyer eine Stelle bei Herzog Bernhard II. von Sachsen-Meiningen an. Dort war er mit der Umgestaltung und Ausweitung des Naturparks von Schloss Altenstein befasst.
Niemeyer unternahm ausgedehnte Studienreisen nach England und zuvor bereits nach Frankreich, Italien und in die Schweiz. Auf einer dieser Reisen lernte er den späteren Magdeburger Oberbürgermeister Friedrich Bötticher kennen. Auf Böttichers Empfehlung wurde Niemeyer als Inspektor für die städtischen Parkanlagen Klosterbergegarten, Vogelgesangpark und Herrenkrugpark verpflichtet. Nach seiner Bewerbung im Jahr 1862 trat Niemeyer am 1. Januar 1863 die Stelle eines städtischen Garteninspektors und zog nach Magdeburg. Später wurde ihm auch die Verwaltung des städtischen Grundbesitzes an Acker- und Wiesenflächen übertragen. 1878 übernahm er das Amt des ersten städtischen Gartendirektors.
Noch 1863 realisierte er eine Umgestaltung des nördlichen Teils des Herrenkrugparks, in dem die Wegeführung verändert und Neuanpflanzungen vorgenommen worden. Weitere bauliche Maßnahmen in diesem Park folgten. In den Jahren 1870 und 1871 gestaltete er die Glacisanlage entlang des Glacis zwischen Krökentor, Ulrichstor und Sudenburger Tor. Im Vorfeld der Festungsanlagen der Festung Magdeburg entstand so ein beliebter Promenadenpark. 1872 nahm der nach seinen Plänen gestaltete Südfriedhof seine Funktion auf. Nach Niemeyers Plänen entstand ab 1872 auf der in der Elbe gelegenen Rotehorninsel der größte Magdeburger Park, der mit 25 Hektar sehr großzügig angelegte Rotehornpark.
Die Gestaltung vieler weiterer Gärten und Parks der Region sind mit Niemeyers Namen verbunden. So gestaltete Niemeyer auch den 1876 eingeweihten Buckauer Friedhof, den Garten des Westerhüser Zuckerfabrikanten Gustav Schmidt sowie den Park zum Eingang in das Bodetal in Thale und 1884 den privaten Toepffers Park in Magdeburg.
1890 ging Niemeyer in den Ruhestand. Nachfolger im Amt wurde Johann Gottlieb Schoch. Seine letzten Lebensjahre verbrachte er in Thüringen.

## Ehrungen
1888 erhielt er anlässlich seines 25-jährigen Dienstjubiläums den preußischen Kronenorden IV. Klasse. Zu seinen Ehren wurde auch der entlang der Elbe durch den Rotehornpark führende Weg nach ihm als Niemeyerweg benannt. An der Südspitze der Rotehorninsel wurde für ihn ein Gedenkstein errichtet.

## Schriften
- Des Landwirts Gartenbuch. Kompendium. 1865.